# گروه اینویکتا واچ
گروه اینویکتا واچ (انگلیسی: Invicta Watch Group) شرکت ساعت‌سازی آمریکایی است، که در سال ۱۸۳۷ توسط رافائل پیکارد تأسیس شد.